# Beaulieu-sur-Layon
Beaulieu-sur-Layon és un municipi francès situat al departament de Maine i Loira i a la regió de País del Loira. L'any 2007 tenia 1.393 habitants.

## Demografia

### Població
El 2007 la població de fet de Beaulieu-sur-Layon era de 1.393 persones. Hi havia 525 famílies de les quals 121 eren unipersonals (51 homes vivint sols i 70 dones vivint soles), 167 parelles sense fills, 202 parelles amb fills i 35 famílies monoparentals amb fills.
La població ha evolucionat segons el següent gràfic:
Habitants censats

### Habitatges
El 2007 hi havia 581 habitatges, 535 eren l'habitatge principal de la família, 14 eren segones residències i 32 estaven desocupats. 562 eren cases i 10 eren apartaments. Dels 535 habitatges principals, 398 estaven ocupats pels seus propietaris, 133 estaven llogats i ocupats pels llogaters i 4 estaven cedits a títol gratuït; 1 tenia una cambra, 24 en tenien dues, 86 en tenien tres, 132 en tenien quatre i 292 en tenien cinc o més. 437 habitatges disposaven pel capbaix d'una plaça de pàrquing. A 217 habitatges hi havia un automòbil i a 278 n'hi havia dos o més.

### Piràmide de població
La piràmide de població per edats i sexe el 2009 era:
| Homes | Edats   | Dones |
| ----- | ------- | ----- |
| 0     | 95 o +  | 0     |
| 0     | 90 a 94 | 0     |
| 8     | 85 a 89 | 8     |
| 8     | 80 a 84 | 20    |
| 8     | 75 a 79 | 36    |
| 36    | 70 a 74 | 16    |
| 24    | 65 a 69 | 44    |
| 32    | 60 a 64 | 24    |
| 24    | 55 a 59 | 24    |
| 28    | 50 a 54 | 24    |
| 28    | 45 a 49 | 36    |
| 52    | 40 a 44 | 32    |
| 48    | 35 a 39 | 64    |
| 32    | 30 a 34 | 28    |
| 28    | 25 a 29 | 20    |
| 40    | 20 a 24 | 20    |
| 36    | 15 a 19 | 36    |
| 24    | 10 a 14 | 68    |
| 44    | 5 a 9   | 28    |
| 40    | 0 a 4   | 28    |

## Economia
El 2007 la població en edat de treballar era de 841 persones, 672 eren actives i 169 eren inactives. De les 672 persones actives 634 estaven ocupades (347 homes i 287 dones) i 38 estaven aturades (18 homes i 20 dones). De les 169 persones inactives 64 estaven jubilades, 65 estaven estudiant i 40 estaven classificades com a «altres inactius».

### Ingressos
El 2009 a Beaulieu-sur-Layon hi havia 547 unitats fiscals que integraven 1.465 persones, la mediana anual d'ingressos fiscals per persona era de 17.125 €.

### Activitats econòmiques
Dels 65 establiments que hi havia el 2007, 1 era d'una empresa extractiva, 2 d'empreses alimentàries, 1 d'una empresa de fabricació d'altres productes industrials, 7 d'empreses de construcció, 14 d'empreses de comerç i reparació d'automòbils, 4 d'empreses de transport, 3 d'empreses d'hostatgeria i restauració, 2 d'empreses d'informació i comunicació, 1 d'una empresa financera, 8 d'empreses de serveis, 14 d'entitats de l'administració pública i 8 d'empreses classificades com a «altres activitats de serveis».
Dels 18 establiments de servei als particulars que hi havia el 2009, 1 era una oficina de correu, 1 funerària, 3 tallers de reparació d'automòbils i de material agrícola, 1 paleta, 2 guixaires pintors, 2 lampisteries, 3 electricistes, 3 perruqueries i 2 restaurants.
Dels 5 establiments comercials que hi havia el 2009, 1 era una botiga de menys de 120 m², 1 una fleca, 1 una botiga d'electrodomèstics, 1 una perfumeria i 1 una floristeria.
L'any 2000 a Beaulieu-sur-Layon hi havia 26 explotacions agrícoles que ocupaven un total de 459 hectàrees.

## Equipaments sanitaris i escolars
El 2009 hi havia 1 farmàcia i 1 ambulància.
El 2009 hi havia 2 escoles elementals.

## Poblacions més properes
El següent diagrama mostra les poblacions més properes.